# Mari Elka Pangestu
Mari Elka Pangestu (Giacarta, 23 ottobre 1956) è un politico indonesiano, Ministro del Turismo della Repubblica dell'Indonesia.
Appartenente alla minoranza di etnia cinese della popolazione, ha compiuto i suoi studi universitari in Australia e negli Stati Uniti. Economista di fama internazionale, è stata spesso criticata per le sue posizioni liberiste e anti-protezioniste. Per sei anni (2004-2011) è stata Ministro del Commercio.
Nel dicembre 2012 è stata ufficializza la sua candidatura alla Direzione Generale del WTO.